# 科佩
科佩（法語：Coppet）是瑞士联邦西部法语区的沃州下设的一个镇。在行政上属于尼永区管辖。科佩的总面积为1.87平方公里。截至2010年底，总人口为3,099。

## 地理
科佩东临莱芒湖，拥有一个港口。